# Borgo Pila
Borgo Pila era un piccolo borgo situato sulla sponda sinistra del Bisagno, un tempo frazione del comune di San Francesco d'Albaro, annesso a Genova nel 1874. L'espansione urbanistica del capoluogo ligure verso levante, attuata negli ultimi decenni dell'Ottocento, lo ha completamente inglobato nel tessuto urbano. L'area un tempo occupata dall'antico borgo si trova a poche centinaia di metri dalla stazione di Genova Brignole, in una zona residenziale e commerciale semi-centrale della città; già compreso nell'ex circoscrizione della Foce, nell'attuale ripartizione amministrativa del comune di Genova fa parte dell'unità urbanistica Brignole del Municipio VIII Medio Levante.

## Descrizione

### Toponimo
Secondo varie fonti, tra cui il Donaver, il nome del borgo deriverebbe dal termine con cui gli antichi Liguri indicavano le foce di un fiume. La foce del Bisagno, oggi distante circa un chilometro da Borgo Pila, in tempi più remoti era infatti molto più arretrata.

### Territorio
Il borgo occupava una piccola porzione della piana del Bisagno in corrispondenza del ponte chiamato prima di S. Zita e in seguito ponte Pila, che collegava Genova con S. Francesco d'Albaro. L'area del borgo era delimitata dal torrente Bisagno (coperto negli anni trenta del Novecento) e dagli attuali corso Buenos Aires, piazza Paolo da Novi e via Volturno. A nord di corso Buenos Aires sorgeva il grande edificio della Corte Lambruschini, costruito nell'Ottocento, che costituiva quasi un quartiere a sé stante.
Oggi dell'antico borgo restano solo alcune vecchie case in via Rivale; dei due edifici più significativi, la duecentesca chiesa di S. Zita è stata completamente ricostruita nella seconda metà dell'Ottocento, in concomitanza con l'espansione urbanistica della zona, mentre il grande isolato di Corte Lambruschini è stato demolito nel 1982 per realizzare l'omonimo centro direzionale.

## Storia

### Le origini
Borgo Pila sorse nel XIII secolo per opera di lavoratori della seta lucchesi, che costruirono anche la chiesa intitolata a Santa Zita, loro protettrice.
Dal borgo un ponte, la cui esistenza è documentata fin 1248, collegava le due sponde del Bisagno; nel corso dei secoli fu più volte distrutto dalle piene del torrente. Inizialmente il ponte era in legno, ma nel 1447, quando fu ricostruito dopo l'alluvione del 1432, le pile di sostegno furono rifatte in muratura. Nel 1628 il ponte fu nuovamente distrutto da una piena e ricostruito con il nome di ponte della Pila. Una nuova ricostruzione, in muratura, attribuita al Brusco, fu realizzata nel 1783; in questa occasione fu rifatto anche l'argine del torrente a protezione del borgo. Questi interventi si rivelarono tuttavia insufficienti a prevenire la disastrosa alluvione del 1822.

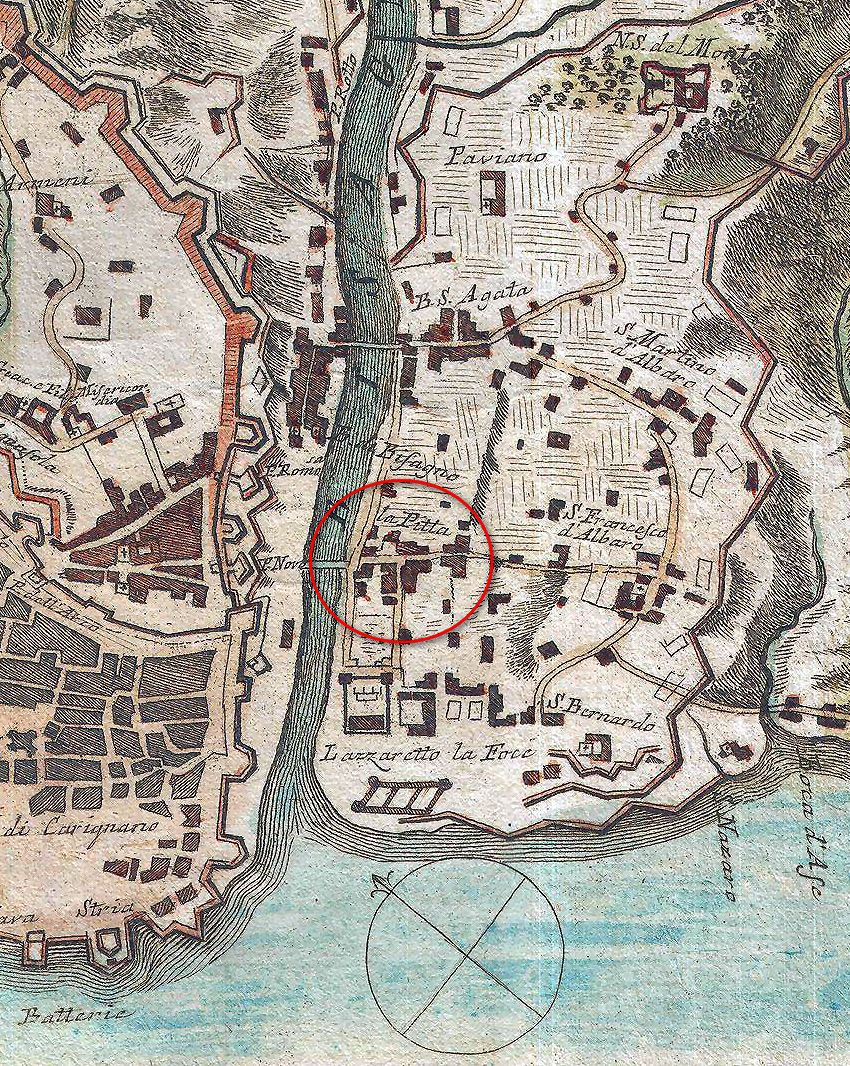
In questa mappa di inizio Ottocento è evidenziato Borgo Pila (indicato erroneamente come S. Pitta) in un contesto ancora agricolo

Per secoli la piana compresa tra la sinistra del Bisagno e la collina di Albaro rimase fuori dai confini della città di Genova. La piana che si estendeva tra San Fruttuoso e la Foce, ad eccezione del piccolo borgo di pescatori della Foce e di Borgo Pila, formato da pochissime case attorno alla chiesa di Santa Zita, era occupata da poche case sparse circondate da orti e frutteti, che rifornivano di frutta e verdura i mercati genovesi.
Anche la costruzione delle nuove mura seicentesche, che arrivarono a lambire la sponda destra del Bisagno con i poderosi terrapieni delle Fronti Basse, lasciarono fuori dalla città questa zona, rimasta essenzialmente agricola. Ancora per gran parte dell'Ottocento i mercati genovesi di Piazza San Domenico, piazza della Nunziata e piazza delle Erbe, venivano provvisti esclusivamente da questi orti.

### L'Ottocento

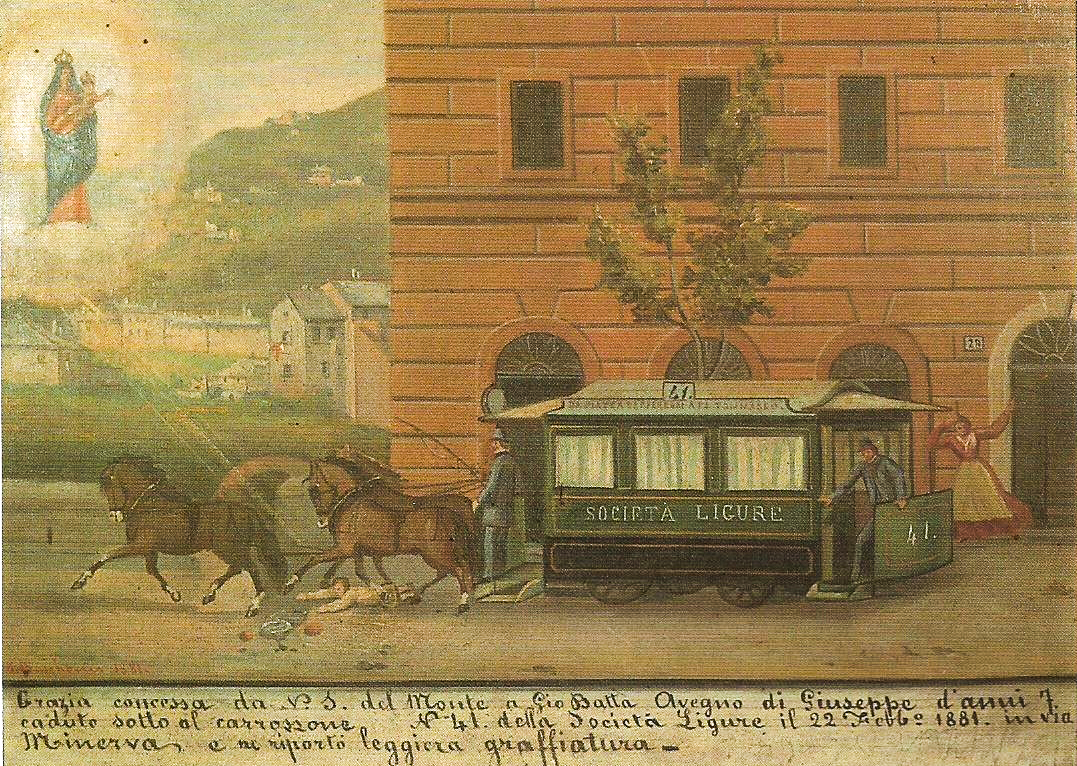
Via Minerva in un dipinto ex voto del 1881 di Marcello Baschenis.

All'inizio dell'Ottocento sia dal punto di vista dell'amministrazione civile che da quella religiosa Borgo Pila dipendeva completamente da San Francesco d'Albaro.
In una litografia di Martin Cadenat, risalente ai primi anni del secolo, si vede Genova dalla collina di Albaro e ai piedi di essa una rotonda alberata da cui inizia una strada diritta che conduce alla città. Alla fine della strada si erge imponente "Porta Pila", aperta nelle Fronti Basse oltre l'omonimo ponte.

Sulla sinistra si scorge il borgo della Foce e a destra Borgo Incrociati. Sullo sfondo si intravede, oltre le mura, la città.
La strada, che collegava le ville e gli orti di Albaro con la città, embrione del futuro corso Buenos Aires, era stata realizzata al principio dell'Ottocento ed era denominata "strada Reale"; in seguito fu denominata via Minerva. Inizialmente correva in mezzo agli orti, senza case prospettanti su di essa, ed era soprelevata di circa cinque metri sul piano di campagna, al riparo dalle periodiche piene del Bisagno.

#### L'alluvione del 26 ottobre 1822
Borgo Pila ebbe a subire nei secoli molti attacchi da parte delle piene del Bisagno. Quella del 26 ottobre 1822 vide il crollo del ponte e la rovina di molte case. In una cronaca del tempo si legge:
Il ponte Pila, distrutto dalla piena del 1822, venne ricostruito con una struttura provvisoria in legno, che solo nel 1836 fu sostituita da una in ferro, progettata da Luca Podestà e Luigi Barbavara; si trattava di una carpenteria del tipo di quelle ferroviarie, demolita negli anni trenta del Novecento perché resa inutile dalla totale copertura di questo tratto del Bisagno.

#### La vecchiaCorte Lambruschini
Intorno alla metà del secolo nella zona a monte della via Minerva fu costruito un enorme caseggiato di abitazioni popolari, chiamato Corte Lambruschini, che racchiudeva al suo interno una grande corte, adibita a mercato. Il grande edificio fu demolito nel 1982 per lasciare il posto ai grattacieli dell'attuale centro direzionale. L'antico edificio, unico caso a Genova di palazzo a corte, aveva preso il nome dalla famiglia Lambruschini, alcuni esponenti della quale ricoprirono nell'Ottocento importanti incarichi in ambito politico e religioso.
Fin da prima del 1874 (anno in cui i comuni della Foce e di San Francesco d'Albaro vennero annessi a Genova) la vecchia Corte Lambruschini era sede di un mercato libero dagli obblighi daziari, essendo esterno alla Porta Pila, fino ad allora limite orientale del comune di Genova.
Per buona parte del Novecento l'antico caseggiato è rimasto quasi completamente inutilizzato, eccetto poche case d'abitazione. Soltanto negli anni ottanta l'area ha trovato una nuova sistemazione con la realizzazione del moderno centro direzionale, che ha mantenuto la denominazione dell'antico edificio.

#### L'espansione urbanistica di fine secolo

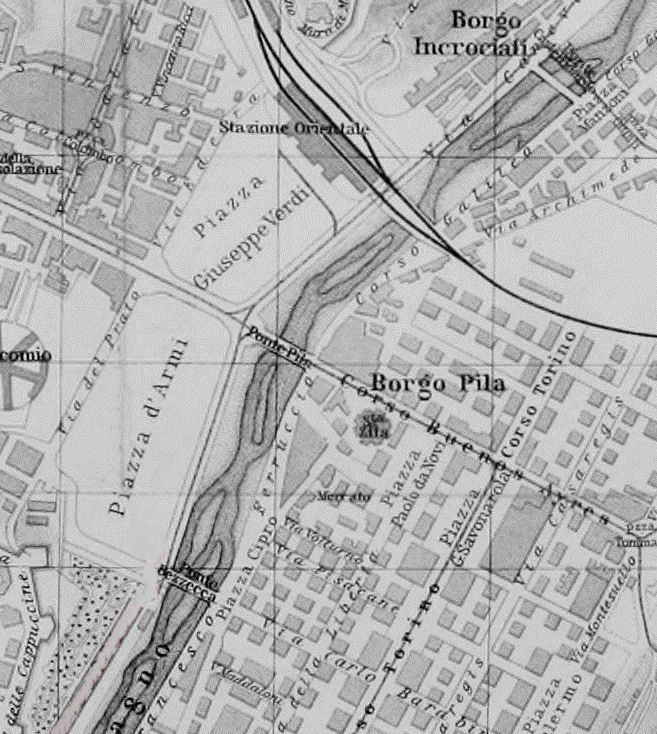
Mappa di inizio Novecento: intorno al Borgo Pila si è sviluppato il quartiere della Foce con la sua pianta a scacchiera, in contrasto con l'andamento irregolare delle vie del vecchio borgo, ancora ben riconoscibili

Con l'applicazione dei piani urbanistici ottocenteschi, volti ad estendere l'area urbana di Genova verso levante, intorno alla metà del secolo furono costruite le prime case ai margini di via Minerva, ma fu solo dopo l'annessione a Genova dei comuni della bassa Val Bisagno (1874) e la demolizione delle Fronti Basse (1890-92) che l'espansione edilizia nella piana del Bisagno, prevista dal piano d'ampliamento del 1877, poté essere avviata.
Nell'ultimo decennio dell'Ottocento nella piana sulla sinistra del Bisagno al posto degli orti si sviluppò un grande quartiere residenziale, con strade rettilinee e pianta a scacchiera, che finì per inglobare gli antichi nuclei della Foce e di Borgo Pila, che a quell'epoca contava circa 4 000 abitanti, quasi esclusivamente ortolani e operai.
Oltre all'apertura di nuove strade fu ammodernata la via Minerva, che divenne "corso Buenos Aires"; per allinearne il livello a quello della parte finale di via XX Settembre, da poco aperta, di cui la via era la continuazione a levante, il piano stradale fu abbassato di alcuni metri.

### Il Novecento
I lavori di riassetto dell'area, ormai completamente inglobata nel tessuto urbano, proseguirono nei primi anni del nuovo secolo. Nel frattempo, sulla sponda opposta del Bisagno, sull'area già occupata dalle Fronti Basse, erano state realizzate la stazione ferroviaria di Genova Brignole, piazza Verdi e la vasta Piazza d'Armi, la futura piazza della Vittoria.
Negli anni trenta tra la stazione ferroviaria e la Foce fu realizzata la copertura del Bisagno, che divenne un importante asse di scorrimento viario, con la denominazione di "viale Brigata Bisagno", nella zona antistante il Borgo Pila, e "viale Duca d'Aosta" nella zona verso la Foce (questo tratto nel dopoguerra è stato ribattezzato "viale Brigate Partigiane").

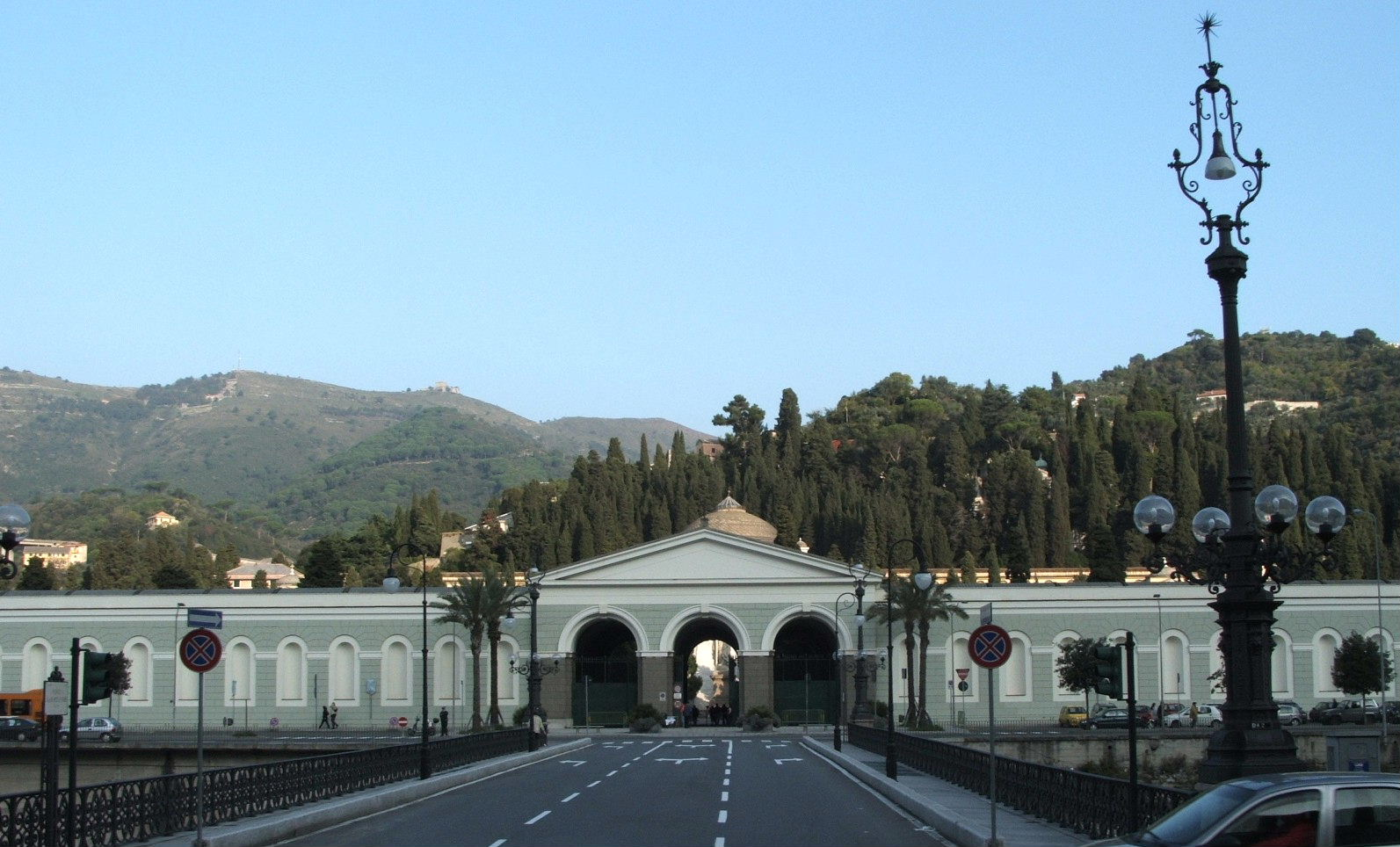
Le ringhiere e i lampioni del ponte Pila nella loro attuale collocazione sul ponte Monteverde

La copertura del torrente rese inutili i ponti Pila e Bezzecca. Le strutture in metallo che ornavano il ponte Pila (le ringhiere e i quattro artistici lampioni) furono riutilizzate sul ponte Monteverde che attraversa il Bisagno a Staglieno, in corrispondenza dell'ingresso principale del cimitero monumentale, dove ancora oggi si trovano.
A partire dagli anni venti, in corso Buenos Aires, all'angolo con viale Brigata Bisagno, nel caseggiato adiacente alla chiesa di S. Zita, ha funzionato una delle più grandi e rinomate sale cinematografiche di Genova, l'Augustus. Come molti altri cinema lo storico locale è stato chiuso nel 2002 per la concorrenza dei multisala e trasformato, non senza polemiche, in un locale per il gioco del bingo.
Come accennato precedentemente, oggi dell'antico borgo restano solo poche vecchie case in via Rivale, strada che costeggiava un modesto torrentello, affluente del Bisagno, ed era anticamente la sua via principale; la maggior parte degli edifici sono stati invece ricostruiti con criteri moderni nel corso del Novecento.

## Monumenti e luoghi d'interesse

### Architetture civili

#### Corte Lambruschini

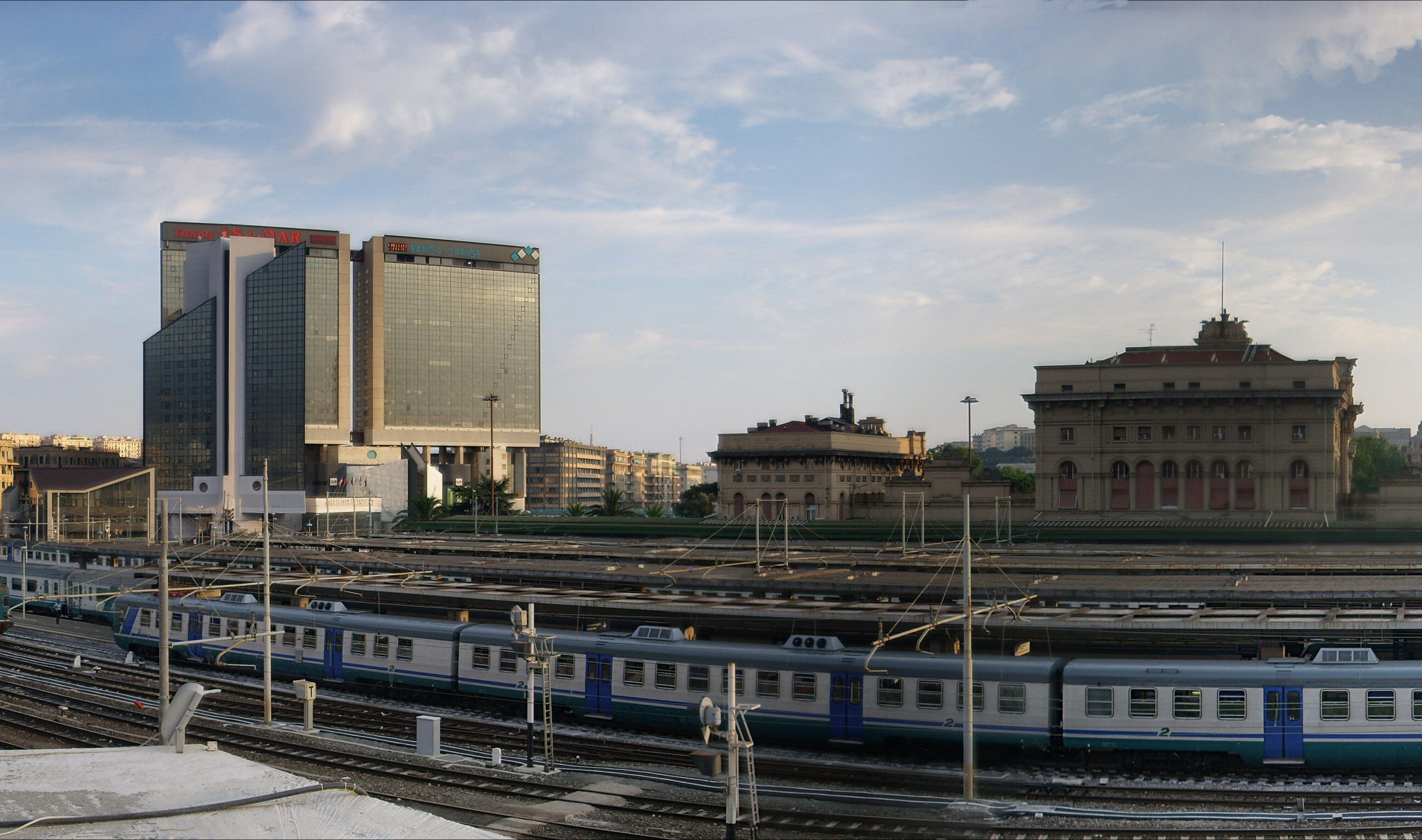
Il complesso di Corte Lambruschini visto dal colle di Montesano, alle spalle della stazione di Genova Brignole

Con la denominazione Corte Lambruschini viene indicato oggi il moderno centro direzionale costruito alla fine degli anni ottanta del Novecento su progetto di Piero Gambacciani sul sito dell'omonimo edificio ottocentesco, demolito nel 1982.
L'edificio è costituito da un elaborato complesso architettonico in vetro e acciaio che culmina con due identiche torri di forma lamellare alte 86,90 metri, suddivise su 20 piani, ed è situato di fronte alla stazione di Genova Brignole. È il sesto edificio più alto della città.
Il complesso ospita numerosi uffici tra cui la sede dell'Unione Calcio Sampdoria, lo Starhotel President e il Teatro della Corte, sede del Teatro Stabile di Genova.

### Architetture religiose

#### Chiesa di Nostra Signora Assunta e Santa Zita

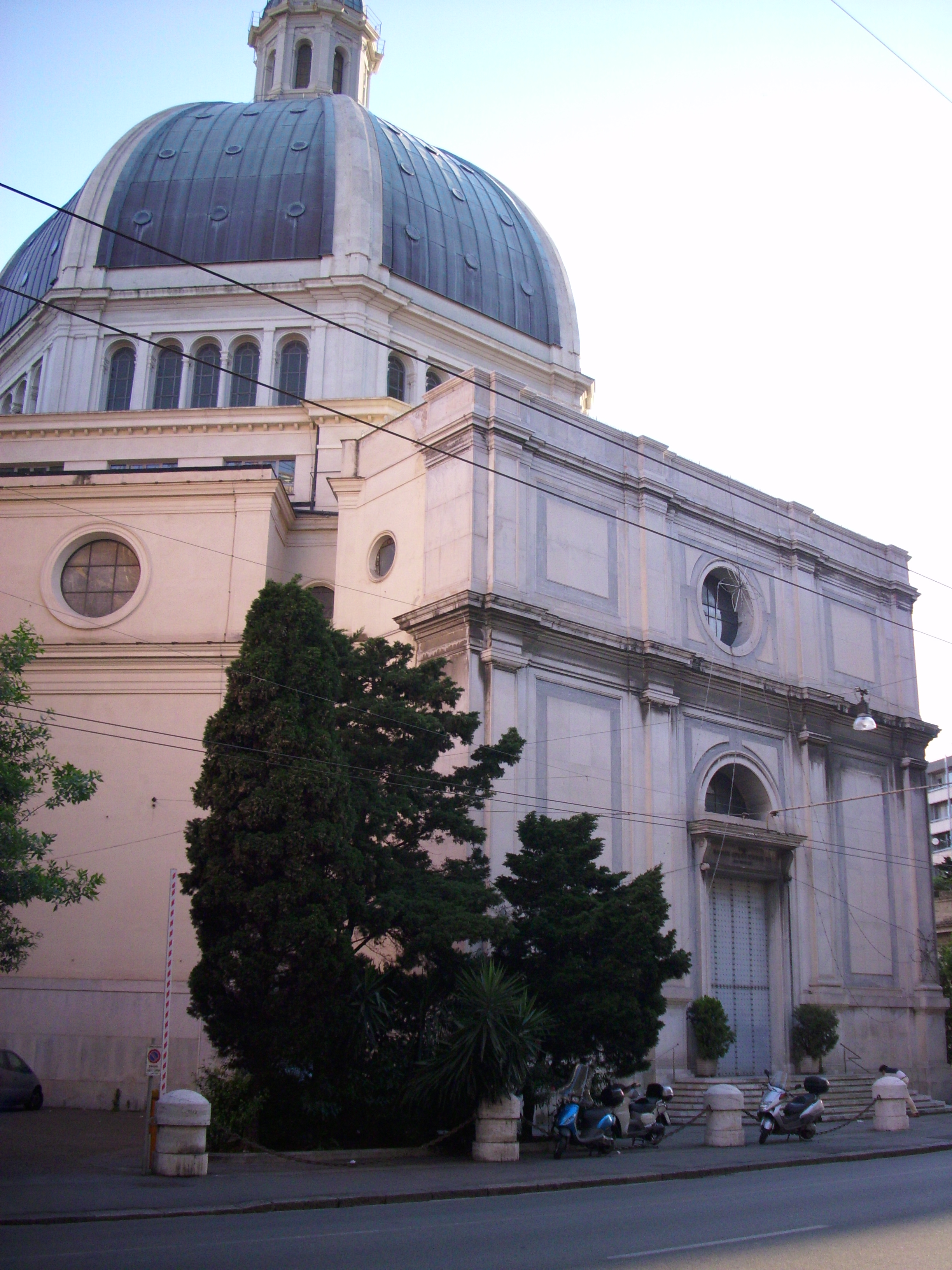
Chiesa di Nostra Signora Assunta e Santa Zita

L'attuale chiesa, la cui comunità parrocchiale fa parte del vicariato "Carignano-Foce" dell'arcidiocesi di Genova, è stata costruita nell'ultimo decennio dell'Ottocento in sostituzione della precedente, che risaliva al XIII secolo.
La chiesa originaria era stata costruita da mercanti lucchesi stanziati a Genova, come sede della loro confraternita, tuttora esistente. Inizialmente era un modesto oratorio dedicato a San Cristoforo, ma comunemente chiamato del Volto Santo. Nel 1287, dopo la sua canonizzazione, fu intitolata a Santa Zita, lucchese, protettrice delle domestiche. Questa chiesa dipendeva dalla parrocchia di S. Francesco d'Albaro. Rovinata da una piena del Bisagno nel 1452 fu ricostruita nelle forme che mantenne fino alla fine dell'Ottocento], quando, dopo l'erezione in parrocchia decretata nel 1874 dall'arcivescovo Magnasco, per l'incremento degli abitanti fu costruita accanto alla precedente una nuova chiesa.
Il progetto del nuovo edificio sacro fu affidato all'architetto Angelo Del Vecchio, che venne tuttavia a mancare nel 1893, a costruzione appena iniziata. La supervisione dei lavori fu allora affidata a Maurizio Dufour, al quale si deve il progetto della grandiosa cupola, che per difficoltà finanziarie fu però realizzata solo tre decenni più tardi. Morto anche il Dufour nel 1897, i lavori proseguirono sotto la direzione dell'ing. Carlo Bagnasco; la chiesa, intitolata a N. S. Assunta e S. Zita, pur incompleta, fu inaugurata dall'arcivescovo Reggio nel 1899. La chiesa vecchia fu demolita, sul suo sito sorge oggi un moderno caseggiato.
La cupola fu poi costruita in base al progetto originario del Dufour tra il 1926 e il 1929. La chiesa fu consacrata dal cardinale Siri nel 1975.
L'edificio, con accesso principale da corso Buenos Aires, ha forma ottagonale e conserva al suo interno alcuni dipinti ispirati alla vita di S. Zita, dovuti a Valerio Castello, Francesco Narice e Carlo Giuseppe Ratti.
Nei secoli sono andati dispersi i preziosi arredi della confraternita, dei quali resta l'artistico crocifisso della scuola del Maragliano oggi collocato sull'altare maggiore.
La cupola, in cemento armato, ha forma ottagonale come il perimetro della chiesa, è alta 60 metri e larga alla base 27,5 m.

### Vie e piazze

#### Corso Buenos Aires
La principale strada che attraversa il quartiere moderno è corso Buenos Aires, l'antica via Minerva. La strada, aperta intorno al 1820 come via provinciale da Genova per la Riviera di Levante, alternativa a quella che passava per il ponte di S. Agata, costituisce il prolungamento a levante di via XX Settembre. La strada fu intitolata alla capitale della Repubblica Argentina sul finire dell'Ottocento, in onore della città dove erano emigrati moltissimi liguri.
Nel 1896 fu abbassato il livello stradale di circa tre metri per allinearla alla costruenda via XX Settembre; infatti, come già accennato, l'antica via Minerva era stata realizzata su un terrapieno sopraelevato a difesa delle piene del Bisagno. Con questi lavori furono anche abbattuti gli alberi che fiancheggiavano la via, sostituiti dai nuovi caseggiati che andavano formando il nuovo quartiere della Foce. In concomitanza con questi lavori anche il ponte Pila fu abbassato e allargato per far fronte alle crescenti necessità del traffico.

#### Via Rivale e via di Santa Zita
Erano le vie principali del borgo antico, le uniche su cui oggi si affacciano le poche superstiti vecchie case. Via Rivale prendeva il nome da un piccolo rivo, oggi coperto, che passa sotto l'asse della strada. Nella via S. Zita, su cui si affacciava la chiesa antica, si apriva uno spiazzo in cui fino ai primi anni del Novecento si teneva un mercato del bestiame.

#### Piazza Paolo da Novi
La piazza Paolo da Novi, intitolata allo sfortunato protagonista dell'insurrezione popolare del 1507, fu costruita al margine orientale del borgo nella seconda metà dell'Ottocento, durante la prima fase dell'espansione urbanistica; inizialmente fu denominata piazza Galera perché i lavori di sistemazione furono svolti dai carcerati.

### Autostrade
Il casello autostradale più vicino è quello di Genova-Est sull'Autostrada A12, Genova - Rosignano, che si trova nel quartiere di Staglieno, a 4 km.

### Ferrovie
- La stazione ferroviaria di Genova Brignole si trova a soli 300 metri da Borgo Pila.

### Trasporti urbani
Per la sua posizione centrale il quartiere è servito da numerose linee di autobus urbani dell'AMT che collegano il centro cittadino con le zone periferiche e dalla linea filoviaria 20, che collega la Foce con Sampierdarena.

### Aeroporti
- Aeroporto di Genova-Cristoforo Colombo - 11 km.

### Ospedali
- Ospedale Galliera - 2 km
- Ospedale San Martino - 3 km.